# Karola Fings
Karola Fings (* 1962 in Leverkusen) ist eine deutsche Historikerin und Autorin von Publikationen mit den Schwerpunkten Nationalsozialismus, Zigeunerverfolgung und Konzentrationslager. Seit August 2020 leitet sie an der Universität Heidelberg das Projekt „Enzyklopädie des NS-Völkermordes an Sinti und Roma in Europa“.

## Leben und Leistungen
Nach dem Studium der Geschichte, Osteuropäischen Geschichte und Germanistik promovierte Karola Fings an der Heinrich-Heine-Universität in Düsseldorf zur Dr. phil. mit der Arbeit Die Kommunen, der Krieg und die Konzentrationslager. Himmlers SS-Baubrigaden. Für ihre Promotion wurde Karola Fings mit einem Stipendium der Hans-Böckler-Stiftung gefördert.
Schwerpunkte ihrer Arbeit, zu denen sie seit 1990 zahlreiche Aufsätze und Publikationen veröffentlichte, bilden die Erforschung der Verfolgung von Minderheiten während des Nationalsozialismus, Aufbau und Struktur der Konzentrationslager und deren Verhältnis zum Umfeld. Das besondere Interesse von Fings gilt der jüngeren Geschichte der europäischen Roma und vor allem der Verfolgungsgeschichte in der Zeit des Nationalsozialismus.
Ab 2001 war Karola Fings als wissenschaftliche Mitarbeiterin am NS-Dokumentationszentrum der Stadt Köln tätig. Sie leitete dort u. a. das umfangreiche Projekt Zwangsarbeit. 2003 wurde sie stellvertretende Direktorin der Einrichtung.
Am Historischen Seminar der Universität zu Köln vertrat Fings ab 2004 Lehraufträge zu Themen wie Minderheitenpolitik, Nationalsozialismus und Zigeunerverfolgung.
Zum 1. August 2020 übernahm Karola Fings am Historischen Seminar der Universität Heidelberg, Forschungsstelle Antiziganismus, die Leitung des Projekts „Enzyklopädie des NS-Völkermordes an den Sinti und Roma in Europa“. Im Rahmen einer fünfjährigen Forschungsarbeit soll dort unter ihrer Leitung eine Enzyklopädie zur „Dokumentierung des Völkermords an den Sinti und Roma“ erstellt werden. Das Forschungsprojekt wird vom Auswärtigen Amt mit rund 1,2 Millionen Euro gefördert.

## Auszeichnungen
- 2006: Horst-Konejung-Preis[7]

## Schriften (Auswahl)
- mit Frank Sparing: Das Zigeunerlager in Köln-Bickendorf 1935–1958. In: 1999. Zeitschrift für Sozialgeschichte des 20. und 21. Jahrhunderts. 1991, Heft 3, S. 11–40.
- mit Frank Sparing: „z. Zt. Zigeunerlager“. Die Verfolgung der Düsseldorfer Sinti und Roma im Nationalsozialismus. Volksblatt Verlag, Köln 1992, ISBN 3-923243-97-9.
- mit Frank Sparing: „Ach Freunde, wohin seid Ihr verweht …?“ Otto Pankok und die Düsseldorfer Sinti. Hrsg. Evangelische Johanneskirchen-Gemeinde & Mahn- und Gedenkstätte, Düsseldorf 1993 (2. überarb. Auflage 2006).
- mit Frank Sparing: Vertuscht, verleugnet, versteckt. Akten zur NS-Verfolgung von Sinti und Roma. In: Beiträge zur Nationalsozialistischen Gesundheits- und Sozialpolitik 12, 1995, S. 181–201.
- Messelager Köln. Ein KZ-Außenlager im Zentrum der Stadt (= Schriften des NS-Dokumentationszentrums der Stadt Köln. Band 3), Emons, Köln 1996, ISBN 3-924491-78-X.
- mit Wolfgang Blaschke, Cordula Lissner: Unter Vorbehalt. Rückkehr aus der Emigration. Ausstellungskatalog, Emons, Köln 1997, ISBN 978-3-924491-24-6.
- Begegnungen am Tatort. Besuchsprogramme mit ehemaligen Zwangsarbeiter/innen, Kriegsgefangenen und KZ-Häftlingen. Düsseldorf 1998.
- mit Reinhold Billstein, Anita Kugler, Nicholas Levis: Working for the Enemy. Ford, General Motors and Forced Labor in Germany during the Second World War. New York/Oxford 2000, ISBN 978-1-57181-224-7.
- Sklaven für die Heimatfront. Kriegsgesellschaft und Konzentrationslager. In: Jörg Echternkamp (Hrsg.): Die deutsche Kriegsgesellschaft 1939–1945. Politisierung, Vernichtung, Überleben. DVA, München 2004, ISBN 978-3-421-06236-9, S. 195–271.
- Kriegsenden, Kriegslegenden. Bewältigungsstrategien in einer deutschen Großstadt. In: Bernd-A. Rusinek (Hrsg.): Kriegsende 1945. Verbrechen, Katastrophen, Befreiungen in nationaler und internationaler Perspektive (= Dachauer Symposien zur Zeitgeschichte), Wallstein, Göttingen 2004, S. 219–238.
- gemeinsam mit Sabine Würich, Rolf Sachsse, Martin Stankowski: Das Gedächtnis der Orte. Emons, Köln 2004, ISBN 3-89705-349-7.
- „Gehetzt wie Tiere“. Sinti und Roma in der Region Aachen 1900 bis 1945. In: Zeitschrift des Aachener Geschichtsvereins 106, 2004, S. 353–388.
- Krieg, Gesellschaft und KZ. Himmlers SS-Baubrigaden (zugleich: Dissertation, Universität Düsseldorf 2001), Ferdinand Schöningh, Paderborn 2005, ISBN 3-506-71334-5.
- mit Frank Sparing: Rassismus, Lager, Völkermord. Die national-sozialistische Zigeunerverfolgung in Köln, Emons, Köln 2006, ISBN 978-3-89705-408-0.
- 9. SS-Eisenbahnbaubrigade. In: Wolfgang Benz, Barbara Distel (Hrsg.): Der Ort des Terrors. Geschichte der nationalsozialistischen Konzentrationslager, Band 3: Sachsenhausen, Buchenwald. C.H. Beck, München 2006, ISBN 3-406-52963-1, S. 160 f.
- Düsseldorf-Stoffeln (SS-Baubrigade I). In: Wolfgang Benz, Barbara Distel (Hrsg.): Der Ort des Terrors. Geschichte der nationalsozialistischen Konzentrationslager. Band 3: Sachsenhausen, Buchenwald. C.H. Beck, München 2006, ISBN 3-406-52963-1, S. 148 f.
- Die „gutachtlichen Äußerungen“ der Rassenhygienischen Forschungsstelle und ihr Einfluss auf die nationalsozialistische Zigeunerpolitik. In: Michael Zimmermann (Hrsg.): Zwischen Erziehung und Vernichtung. Zigeunerpolitik und Zigeunerforschung im Europa des 20. Jahrhunderts. Franz Steiner, Stuttgart 2007, S. 425–459.
- als Hrsg. mit Frank Möller: Zukunftsprojekt Westwall. Wege zu einem verantwortungsbewussten Umgang mit den Überresten der NS-Anlage (= Materialien zur Bodendenkmalpflege im Rheinland. Band 20), Ralf Liebe, Weilerswist 2008, ISBN 978-3-941037-05-2.
- mit Hildegard Jakobs: Deportiert ins Ghetto. Die Deportationen der Juden aus dem Rheinland im Herbst 1941 ins Ghetto Litzmannstadt (Lodz), Köln 2012, ISBN 978-3-938636-16-9.
- mit Ulrich Friedrich Opfermann: Zigeunerverfolgung im Rheinland und in Westfalen 1933–1945. Geschichte, Aufarbeitung und Erinnerung, Ferdinand Schöningh, Paderborn 2012, ISBN 978-3-506-77356-2.
- Sinti und Roma. Geschichte einer Minderheit (= C.H. Beck Wissen). C.H. Beck, München 2016, ISBN 978-3-406-69848-4.[8]